# Goin' Back to Indiana
Albums de The Jackson 5
In Japan!
(1973)
Goin' Back To Indiana est le sixième album des Jackson 5, sorti sous le label Motown le 29 septembre 1971. C'est aussi le premier album live du groupe, enregistré d'une part lors d'une émission de télévision en juillet qui fut diffusée le 19 septembre sur ABC, et d'autre part lors de leur concert dans leur ville d'origine le 29 mai 1971.
Il se classa en 16e place au Billboard Top Pop Album et 5e au classement R&B.

## Titres
1. I Want You Back - Alphonso Mizell / Berry Gordy, Jr. / Deke Richards / Freddie Perren - 4:16
2. Maybe Tomorrow - Alphonso Mizell / Berry Gordy, Jr. / Deke Richards / Freddie Perren - 4:19
3. The Day Basketball Was Saved - D. Debenedictis / B. Angelos / B. Kohan - 7:58
4. Stand! - Sylvester "Sly Stone" Stewart - 4:15
5. I Want to Take You Higher - Sylvester "Sly Stone" Stewart - 2:08
6. Feelin' Alright - Dave Mason - 4:12
7. Medley: Walk On/The Love You Save - The Corporation - 4:57
8. Goin' Back to Indiana - The Corporation - 4:47

## Pochette
Photo : Larry Raphael